# Пашенцев, Дмитрий Алексеевич
Дмитрий Алексеевич Пашенцев (род. 28 октября 1970, Мичуринск, Тамбовская область) — российский учёный-правовед. Доктор юридических наук (2005), кандидат исторических наук, профессор, главный научный сотрудник отдела теории права и междисциплинарных исследований законодательства Института законодательства и сравнительного правоведения при Правительстве РФ, профессор МГПУ. Почётный работник высшего профессионального образования РФ (2016). Заслуженный работник высшей школы РФ (2021). Председатель Президиума Ассоциации историков права.

## Биография
Род Пашенцевых прослеживается с XVII в., когда они принадлежали к однодворцам и проживали в селе Ново-Гаритово (Милявы) недалеко от Тамбова.
Дмитрий Пашенцев родился в 1970 г. в Мичуринске, в 1980 г. семья переехала в Рязань. В 1992 году с отличием окончил факультет истории Рязанского государственного педагогического института имени С. А. Есенина. В 1995 году защитил диссертацию на соискание ученой степени кандидата исторических наук по теме «Благотворительная деятельность Русской православной Церкви в Российской Империи (вторая половина XIX — начало XX века)». В 1998 году с отличием окончил юридический факультет Московского государственного социального университета. В 2000 году защитил диссертацию на соискание ученой степени кандидата юридических наук по теме «Правовое регулирование банковской деятельности в Российской империи (вторая половина XIX — начало XX века)». В 2005 г. защитил диссертацию на соискание ученой степени доктора юридических наук по теме «Правовое регулирование финансовой деятельности в Российской империи (вторая половина XIX — начало XX века)». Главный редактор научного журнала «Вестник Московского городского педагогического университета. Серия:" Юридические науки".
Женат, имеет троих детей.

## Научная деятельность.
В сферу научных интересов входит исследование российской правовой традиции, разработка историко-антропологического подхода к праву и вопросов методологии постнеклассической юриспруденции, анализ влияния современных технологий на развитие права. В работах Д.А. Пашенцева с новых методологических позиций обосновано понятие правовой традиции, раскрыты особенности отечественной правовой традиции, в том числе, применительно к финансовой сфере, показана динамика правовой традиции в условиях цифровизации. Подчеркивается потенциал конструктивизма в исследовании правовой реальности. 
В круг научных интересов также входят вопросы развития образования и образовательного права, теория противодействия коррупции, цифровизация правотворчества и правоприменения.

## Педагогическая деятельность
Педагогическую деятельность начал в качестве учителя Кирицкой средней школы Спасского района Рязанской области (1992-1994). С 1995 по 2009 гг. работал в Российском государственном социальном университете, где прошел путь от старшего преподавателя до заведующего кафедрой, закончил аспирантуру и докторантуру. Читал лекции в ведущих учебных заведениях Москвы: Финансовом университете при Правительстве РФ, Российской академии государственной службы при Президенте РФ, Российском экономическом университете им. Г.В. Плеханова. В настоящее время читает курс лекций в Московском городском университете управления Правительства Москвы, Московском городском педагогическом университете.

## Публикации
Автор более 400 публикаций, в том числе индивидуальных монографий и учебников, статей в изданиях, индексируемых в международных наукометрических системах. Соавтор двух опубликованных научно-практических комментариев к Федеральному закону «Об образовании в Российской Федерации».

## Основные работы
- Монографии
- Пашенцев Д.А. Конституция России: этапы развития. М.: Готика, 2008.
- Пашенцев Д.А. Правовые традиции России в условиях глобализации. М.: Юркомпани, 2016.
- Пашенцев Д.А. Финансово-правовая традиция России. 2-е изд. М.: Кнорус, 2017.
- Пашенцев Д.А., Ладнушкина Н.М., Феклин С.И. Образовательное право: вопросы теории и практики. Рязань: Концепция, 2017. 236 с.
- Пашенцев Д А., Залоило М.В., Дорская А.А. Смена технологических укладов и правовое развитие России: монография. — Москва: ИЗиСП: Норма: ИНФРА-М, 2021. — 184 с.
- Цифровизация правотворчества: поиск новых решений: монография / Д.А. Пашенцев, М.В. Залоило, О.А. Иванюк, А.А. Головина; под общ. ред. д-ра юрид. наук, проф. Д.А. Пашенцева. — Москва: Институт законодательства и сравнительного правоведения при Правительстве Российской Федерации : ИНФРА-М, 2019. — 234 с.
- Концепция цифрового государства и цифровой правовой среды: монография / Н.Н. Черногор, Д.А. Пашенцев, М.В. Залоило и др.; под общ. ред. Н.Н. Черногора, Д.А. Пашенцева. — Москва: Институт законодательства и сравнительного правоведения при Правительстве Российской Федерации: Норма: ИНФРА-М, 2021. — 244 с.
- Законодательное обеспечение новой экономической политики: монография / Л.Л. Алексеева, Н.С. Волкова, С.А. Боголюбов и др .; отв. ред. С.А. Боголюбов, Д.А. Пашенцев, М.В. Залоило. – М.: Проспект, 2021. – 416 с.
- Цифровизация правоприменения: поиск новых решений / под ред. Д.А. Пашенцева. М.: Инфотропик медиа, 2022.
- Развитие российского законодательства в 1930-е годы: монография/ под общ. ред. проф. С.А. Боголюбова и проф. Д.А. Пашенцева. - Москва: ИНФРА-М, 2023. - 338 с.

- Учебные пособия
- Пашенцев Д.А. История государства и права России: курс лекций. М.: Эксмо, 2010.
- Пашенцев Д.А. Банковское право. М.: Юркомпани, 2010. 383 с.
- Пашенцев Д.А. История государства и права зарубежных стран. М.: Юстиция, 2017.
- Пашенцев Д.А. Образовательное право: учебное пособие. М.: Инфра-М, 2017.
- Пашенцев Д.А., Чернявский А.Г. История отечественного государства и права. М.: Инфра-М, 2021. 429 с.
- Публикации по антикоррупционной тематике
- Антикоррупционное правовое воспитание: научно-практическое пособие / Д.А. Пашенцев, М.В. Залоило, Ю.В. Трунцевский и др.; под ред. Д.А. Пашенцева. — Москва: Проспект, 2020. — 144 с.
- Законодательство в сфере противодействия коррупции: концептуальные основы и место в системе российского законодательства: научно-практическое пособие / Д.А. Пашенцев, М.В. Залоило, А.М. Цирин и др.; под ред. д-ра юрид. наук, проф. Д.А. Пашенцева. — М.: Инфотропик Медиа, 2020. — 176 с.
- Антикоррупционное просвещение в Российской Федерации: научно-практическое пособие / Д.А. Пашенцев, Ю.В. Трунцевский, А.М. Цирин и др.; отв. ред. Т.Я. Хабриева. — Москва: Проспект, 2021. — 144 с.
- Концепция консолидации законодательства Российской Федерации о противодействии коррупции: научно-практическое пособие / А.И.  Абрамова, М.В. Залоило, А.А. Дорская и др.; под ред. д-ра юрид. наук, проф. Д.А. Пашенцева. — Москва: Проспект, 2021. — 112 с.

- Сборники статей
- Систематизация законодательства в фокусе историко-правовой науки (к 470-летию принятия Судебника 1550 г.): сборник научных трудов / под общ. ред. Д.А. Пашенцева. — Москва: Институт законодательства и сравнительного правоведения при Правительстве Российской Федерации : ИНФРА-М, 2021. — 250 с.
- Систематизация законодательства и динамика источников права в исторической ретроспективе (к 370-летию Соборного уложения): сборник научных трудов / под общ. ред. Д.А. Пашенцева. — Москва: Институт законодательства и сравнительного правоведения при Правительстве Российской Федерации: ИНФРА-М, 2020. — 281 с.
- Правовые ценности в свете новых парадигм развития современной цивилизации: сборник научных трудов / под общ. ред. Д.А. Пашенцева. — Москва: Институт законодательства и сравнительного правоведения при Правительстве Российской Федерации: ИНФРА-М, 2020. — 430 с.
- Язык правотворчества в условиях цифровизации общественных отношений: сборник научных трудов / под общ. ред. Д.А. Пашенцева, М.В. Залоило. — Москва: Институт законодательства и сравнительного правоведения при Правительстве Российской Федерации: ИНФРА-М, 2019. — 273 с.
- Трансформация правовой реальности в цифровую эпоху: сборник научных трудов / под общ. ред. Д.А. Пашенцева, М.В. Залоило. — Москва: Институт законодательства и  сравнительного правоведения при Правительстве Российской Федерации: ИНФРА-М, 2019. — 213 с.
- Субъект права: стабильность и динамика правового статуса в условиях цифровизации: сборник научных трудов / под ред. Д.А. Пашенцева и М.В. Залоило. М.: Инфотропик медиа, 2022.
- Пробелы в праве в условиях цифровизации: сборник научных трудов / под ред. Д.А. Пашенцева и М.В. Залоило. М.: Инфотропик медиа, 2022.
- Образовательное право и правовое воспитание в условиях цифровых трансформаций. Сборник статей / под ред. Д.А. Пашенцева. М., 2022.
- Правовое поведение: классические и современные модели. Сборник научных трудов / под ред. Д.А. Пашенцева. М., 2022.
- Научные статьи
- Pashentsev D.A. Constitutional Proportionality in the Post-Non-Classical Scientific Paradigm and Modern Practice // Herald of the Russian Academy of Sciences, 2021, 91(3), P. 386–392.
- Пашенцев Д.А. Государственный совет Российской империи: от имперских традиций к современным новациям // Вопросы истории. 2021. № 8-2. С. 41-46.
- Пашенцев Д.А. Конституционная соразмерность в постнеклассической научной парадигме и юридической практике // Вестник Российской академии наук. 2021. Т. 9. № 6. С. 593-600.
- Пашенцев Д.А. Особенности правового регулирования общественных отношений в условиях пандемии: теоретико-правовой аспект // Российская юстиция. 2021. № 10. С. 2-5.
- Пашенцев Д.А. Историко-правовая наука перед вызовом постнеклассической научной рациональности // История государства и права. 2021. № 3. С. 35-80.
- Пашенцев Д.А. Динамика правовой традиции в условиях четвертой промышленной революции // Журнал российского права. 2021. Т. 25. № 5. С. 5-15.
- Пашенцев Д.А. Государственные преобразования петровского времени через призму историко-антропологической теории права (к 300-летию провозглашения Российской империи) // Вестник МГПУ. Серия: Юридические науки. 2021. № 1. С. 27-34.
- Пашенцев Д.А. Модернизация методологии правовых исследований в условиях становления новой научной рациональности // Журнал российского права. 2020. № 8. С. 5-13.
- Пашенцев Д.А. Антропология государства: «очеловечивание» правовой реальности как вызов Левиафану // Вестник МГОУ. Серия Юриспруденция. 2020. № 3. С. 34-39.
- Пашенцев Д.А. Особенности правоприменения в условиях цифровизации общественных отношений // Вестник Санкт-Петербургского университета. Право. 2020. Т. 11. № 1. С. 35-49.
- Пашенцев Д.А. Российская законотворческая традиция перед вызовом цифровизации // Журнал российского права. 2019. № 2. С. 5-13.
- Пашенцев Д.А. Конституция РСФСР 1918 г. как памятник революционной эпохи (к 100-летию первой российской конституции) // Государство и право. 2018. № 11. С. 90-96.
- Пашенцев Д.А. Кодификация как инструмент конструирования системы законодательства в начальный период Советского государства (к 100-летию первых советских кодексов) // Журнал российского права. 2018. № 11. С. 5-13.
- Пашенцев Д.А. Российская законотворческая традиция: онтология процесса // Журнал российского права. 2018. № 8. С. 5-13.
- Пашенцев Д.А. Теория функция права в контексте современной методологии // Государство и право. 2016. № 9. С. 86-90.
- Пашенцев Д.А. Основной вопрос правоведения в контексте типологии правопонимания // Вестник МГПУ. Серия: Юридические науки. 2016. № 4. С. 37-43.